# Sonny Boy (film, 1929)
Pour les articles homonymes, voir Sonny Boy.
Ne doit pas être confondu avec Chante-nous ça !.

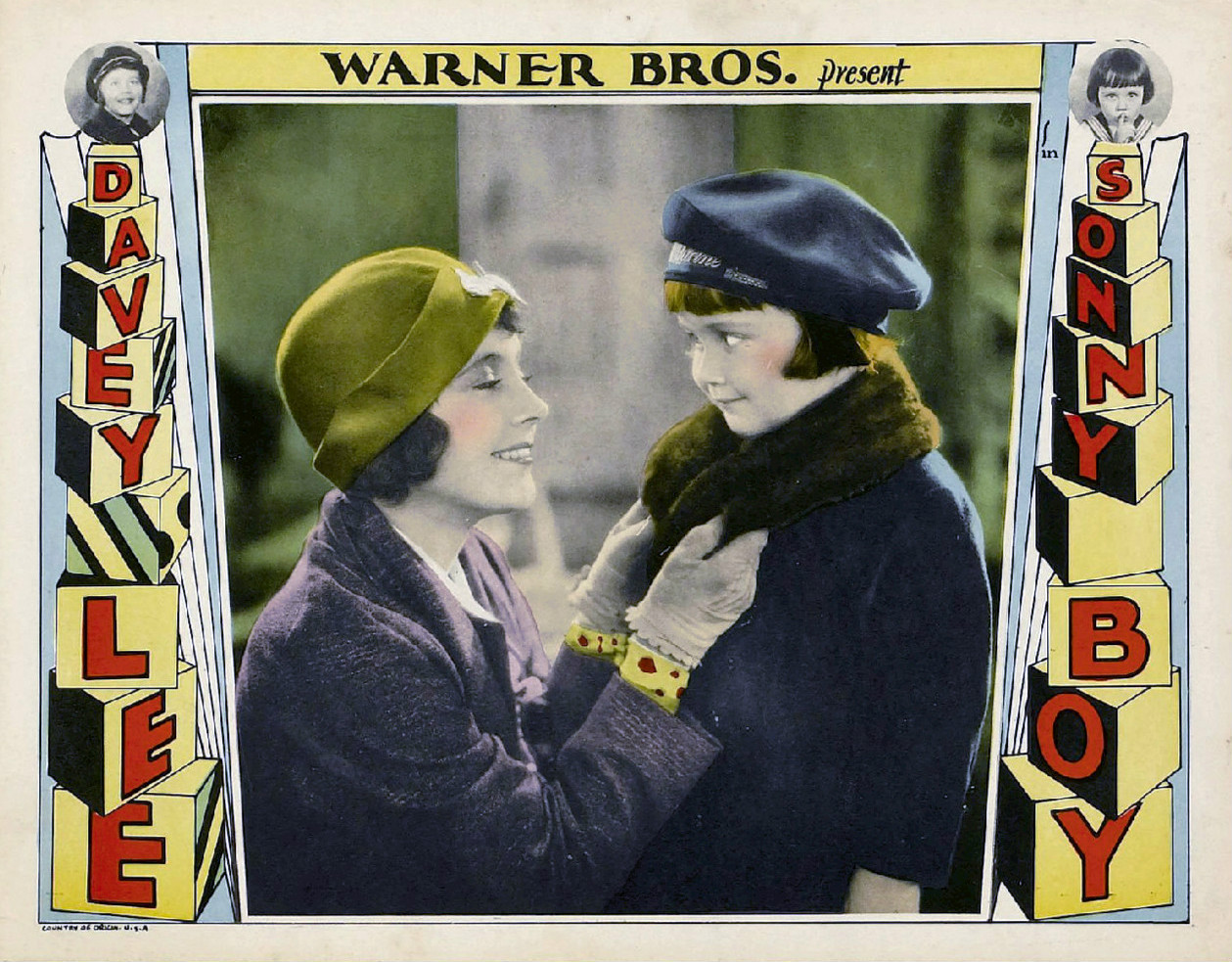
Carte promotionnelle du film

Sonny Boy est un film américain réalisé par Archie Mayo et sorti en 1929.
D'après Imdb, le film serait sorti en Belgique sous le titre Chante nous ça.

## Synopsis
Mary et Hamilton, les parents du jeune Sonny Boy, se disputent et Hamilton prévoit d'emmener le garçon en Europe. Mary demande à sa sœur, Winifred de l'aider à conserver la garde de l'enfant. Se faisant passer pour la femme de chambre, Winifred cache Sonny Boy dans un panier à linge, qui est emporté par un détective engagé par Hamilton. À la gare, Winifred apprend que l'appartement de l'avocat Thorpe est vacant et, se faisant passer pour la femme de Thorpe, va s'y cacher. Les parents de Thorpe arrivent alors à l'improviste. Thorpe finit par se marier avec Winifred.

## Fiche technique
- Titre alternatif : She Knew Men[2]
- Réalisation : Archie Mayo
- Scénario : Charles Graham Baker, James A. Starr
- Production : Warner Bros.
- Photographie : Ben F. Reynolds
- Musique : Louis Silvers
- Montage : Owen Marks
- Durée : 70 minutes (7 bobines)[3]
- Date de sortie : 18 avril 1929

## Distribution
- Davey Lee : Sonny Boy

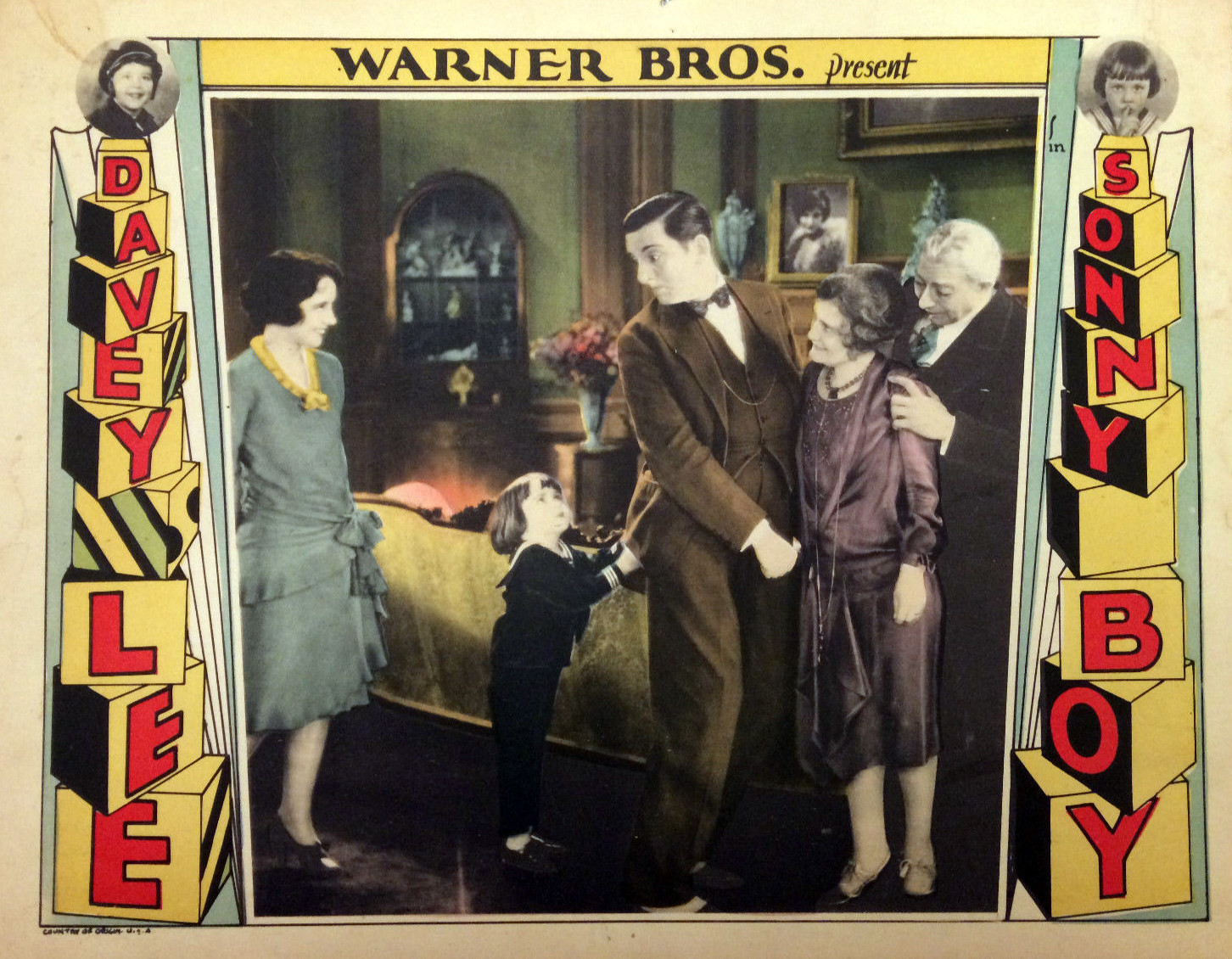
Autre carte promotionnelle du film

- Betty Bronson : tante Winigred Canfield
- Edward Everett Horton : Crandall Thorpe
- Gertrude Olmstead : Mary
- John T. Murray : Hamilton
- Tom Dugan : Mulcahy
- Lucy Beaumont : Mother Thorpe
- Edmund Breese : Thorpe
- Jed Prouty : Phil
- Richard Talmadge